# Spicisetae
Spicisetae (l. poj. spiciseta) – rodzaj szczecinek, występujący u larw niektórych chrząszczy z rodziny skórnikowatych.
Szczecinki te mają różny rozmiar i mogą przekraczać długość ciała larwy. Zwykle mają postać ostro-spiczasto zakończonych, zachodzących na siebie łuseczek. Możliwe, że pełnią one funkcję zmysłową.
Innymi formami szczecinek u larw skórnikowatych są: nudisetae i hastisetae.